# Dendropaemon amyntas
Dendropaemon amyntas là một loài bọ cánh cứng trong họ Bọ hung (Scarabaeidae).